# Topiramat

Strukturformel

Topiramat är den verksamma substansen i ett antiepileptikum som förskrivs under namnet Topimax. Det används som behandling av epilepsi och som stabiliserande vid manodepressiva sjukdomar.
Substansen framställdes av Janssen–Cilag.